# Brachytarsomys villosa
Brachytarsomys villosa és una espècie de mamífer rosegador de la família dels nesòmids. És endèmic del nord-est de Madagascar. Es tracta d'un animal nocturn i probablement estrictament arborícola. El seu hàbitat natural són els boscos. Està amenaçat per la desforestació causada per la tala d'arbres, l'expansió de l'agricultura i els incendis forestals. El seu nom específic, villosa, significa ‘pelosa’ en llatí.